# Bobby Coleman
Robert Moorhouse Coleman III, meglio noto come Bobby Coleman (Pasadena, 5 maggio 1997), è un attore statunitense.

## Biografia
Robert Moorhouse Coleman III nasce a Pasadena nel 1997, secondogenito di Robert M. Coleman Jr. e Doris Berg, entrambi attori.
Ha infatti una sorella più grande, Holliston, anch'essa attrice.
A 5 anni, ha iniziato a recitare in televisione, in serie televisive e nel 2005, a 8 anni ha debuttato al cinema nel film Partnerperfetto.com.
Nel 2007 ha un ruolo importante nel film Martian Child - Un bambino da amare in cui interpreta Dennis, figlio adottivo di John Cusack. Per questo ruolo è stato candidato ai Young Artist Awards. Nel film, appare in un piccolo ruolo anche sua madre, Doris. Interpreta, inoltre, il ruolo di Jonah Miller in The Last Song.

## Filmografia parziale
- Surface - Mistero dagli abissi (Surface) – serie TV, 7 episodi (2005)
- Partnerperfetto.com (Must Love Dogs), regia di Gary David Goldberg (2005)
- Prigione di vetro 2 (Glass House: The Good Mother), regia di Steve Antin (2006)
- Take, regia di Charles Oliver (2007)
- Martian Child - Un bambino da amare (Martian Child), regia di Menno Meyjes (2007)
- Laureata... e adesso? (Post Grad), regia di Vicky Jenson (2009)
- Il guinness dei pupazzi di neve (Snowmen), regia di Robert Kirbyson (2010)
- The Last Song, regia di Julie Anne Robinson (2010)

## Doppiatori italiani
Nelle versioni in italiano delle opere in cui ha recitato, Bobby Coleman è stato doppiato da:
- Federico Bebi in Martian Child - Un bambino da amare, Laureata... e adesso?
- Alexis Marriquez in Surface - Mistero dagli abissi
- Lorenzo Crisci in The Last Song
- Adriano Venditti in Cody il mio amico robot